# Liste des anciennes communes de la Corse-du-Sud
Cette page a pour objectif de retracer toutes les modifications communales dans le département de la Corse-du-Sud : les anciennes communes qui ont existé depuis la Révolution française, ainsi que les créations, les modifications officielles de nom, ainsi que les échanges de territoires entre communes.
Né en 1975 du départage de la Corse en deux départements, la Corse-du-Sud compte aujourd'hui (au 1er  janvier 2024) 124 communes. Ce relatif petit nombre de communes montre deux visages bien différents entre les communes de montagne plutôt peu peuplées et les communes littorales, pour certaines à la population plus dense.
Le découpage communal a été profondément remodelé pendant le Second Empire surtout (années 1850-1870), à la fois en étant rendu plus cohérent (en rattachant des enclaves à des communes voisines par exemple), mais aussi en créant un certain nombre de nouvelles communes pour certaines de ces enclaves plus peuplées.
Depuis 150 ans, le maillage communal est resté relativement figé (seules 2 fusions ont eu lieu au cours des années 1960-1970, et aucune création). Les lois incitant aux regroupements communaux n'auront eu aucun écho ici.
De 108 communes en 1800, le nombre est monté à 127 en 1880, avant d'atteindre le niveau actuel de 124.
En 1975, la Corse entière comptait 360 communes.

## Fusions
| Nom de la nouvelle commune | Communes réunies       | Régime        | Date (et nature) de la décision                      | Date d'effet         |
| -------------------------- | ---------------------- | ------------- | ---------------------------------------------------- | -------------------- |
| Propriano                  | Propriano              | fusion simple | 26 février 1974 (Décret)                             | 1er avril 1974       |
| Propriano                  | Tivolaggio             | fusion simple | 26 février 1974 (Décret)                             | 1er avril 1974       |
| Sainte-Lucie-de-Tallano    | Santa-Lucia-di-Tallano | fusion        | 25 septembre 1964 (Arrêté) 14 novembre 1964 (Arrêté) | 1er janvier 1965     |
| Sainte-Lucie-de-Tallano    | Poggio-di-Tallano      | fusion        | 25 septembre 1964 (Arrêté) 14 novembre 1964 (Arrêté) | 1er janvier 1965     |
| Sainte-Lucie-de-Tallano    | Sant'Andrea-di-Tallano | fusion        | 25 septembre 1964 (Arrêté) 14 novembre 1964 (Arrêté) | 1er janvier 1965     |
| Sollacaro                  | Sollacaro              | fusion        | 1er juin 1853 (Loi)                                  | 1er juin 1853 (Loi)  |
| Sollacaro                  | Calvese                | fusion        | 1er juin 1853 (Loi)                                  | 1er juin 1853 (Loi)  |
| Vico                       | Vico                   | fusion        | 25 mai 1852 (Décret)                                 | 25 mai 1852 (Décret) |
| Vico                       | Appricciani            | fusion        | 25 mai 1852 (Décret)                                 | 25 mai 1852 (Décret) |

## Créations
| Nom de la commune créée | Commune affectée       | Mode de création | Date (et nature) de la décision |
| ----------------------- | ---------------------- | ---------------- | ------------------------------- |
| Serra-di-Ferro          | Cognocoli-Monticchi    | Démembrement     | 26 décembre 1877 (Loi)          |
| Serra-di-Ferro          | Coti-Chiavari          | Démembrement     | 26 décembre 1877 (Loi)          |
| Serra-di-Ferro          | Olmeto                 | Démembrement     | 26 décembre 1877 (Loi)          |
| Serra-di-Ferro          | Sollacaro              | Démembrement     | 26 décembre 1877 (Loi)          |
| Carbini                 | Levie                  | Démembrement     | 17 mars 1869 (Loi)              |
| Bastelicaccia           | Bastelica              | Démembrement     | 14 juin 1865 (Loi)              |
| Bastelicaccia           | Eccica-Suarella        | Démembrement     | 14 juin 1865 (Loi)              |
| Bastelicaccia           | Ocana                  | Démembrement     | 14 juin 1865 (Loi)              |
| Bastelicaccia           | Tavera                 | Démembrement     | 14 juin 1865 (Loi)              |
| Bastelicaccia           | Tolla                  | Démembrement     | 14 juin 1865 (Loi)              |
| Osani                   | Évisa Ota              | Démembrement     | 18 mai 1864 (Loi)               |
| Partinello              | Évisa Ota              | Démembrement     | 18 mai 1864 (Loi)               |
| Serriera                | Évisa Ota              | Démembrement     | 18 mai 1864 (Loi)               |
| Monacia-d'Aullène       | Aullène                | Démembrement     | 30 mars 1864 (Décret)           |
| Caldarello              | Zérubia                | Démembrement     | 30 mars 1864 (Décret)           |
| Villanova               | Ajaccio                | Démembrement     | 6 juillet 1862 (Loi)            |
| Villanova               | Alata                  | Démembrement     | 6 juillet 1862 (Loi)            |
| Propriano               | Arbellara              | Démembrement     | 28 juin 1860 (Loi)              |
| Propriano               | Fozzano                | Démembrement     | 28 juin 1860 (Loi)              |
| Propriano               | Olmeto                 | Démembrement     | 28 juin 1860 (Loi)              |
| Propriano               | Santa-Maria-Figaniella | Démembrement     | 28 juin 1860 (Loi)              |
| Propriano               | Viggianello            | Démembrement     | 28 juin 1860 (Loi)              |
| Pietrosella             | Coti-Chiavari          | Démembrement     | 17 octobre 1857 (Décret)        |
| Sotta                   | Serra-di-Scopamène     | Démembrement     | 23 avril 1853 (Loi)             |
| Sotta                   | Sorbollano             | Démembrement     | 23 avril 1853 (Loi)             |
| Coti-Chiavari           | Campo                  | Démembrement     | 11 juin 1852 (Loi)              |
| Coti-Chiavari           | Frasseto               | Démembrement     | 11 juin 1852 (Loi)              |
| Coti-Chiavari           | Quasquara              | Démembrement     | 11 juin 1852 (Loi)              |
| Coti-Chiavari           | Zévaco                 | Démembrement     | 11 juin 1852 (Loi)              |
| Afa                     | Bocognano              | Démembrement     | 30 juillet 1851 (Loi)           |
| Afa                     | Valle-di-Mezzana       | Démembrement     | 30 juillet 1851 (Loi)           |
| Scanafaghiaccia         | Azzana                 | Démembrement     | 11 juin 1823 (Ordonnance)       |
| Bilia                   | Grossa-e-Chave         | Démembrement     | 1801                            |
| Tivolaggio              | Grossa-e-Chave         | Démembrement     | 1801                            |
| Figari                  | Levie                  | Démembrement     | 1800                            |
| Mela                    | Santa-Lucia-di-Tallano | Démembrement     | 1800                            |
| Palneca                 | Ciamannacce            | Démembrement     | 1800                            |
| Tasso                   | Sampolo                | Démembrement     | 1800                            |
| Belvédère               | Fozzano                | Démembrement     | 1790                            |

## Modifications de nom officiel
| Ancien nom            | Nouveau nom           | Date (et nature) de la décision                                     |
| --------------------- | --------------------- | ------------------------------------------------------------------- |
| Pianotolli-Caldarello | Pianottoli-Caldarello | 1er janvier 2001 (Date d'effet) Correction d'une erreur par l'INSEE |
| Sari-di-Porto-Vecchio | Sari-Solenzara        | 16 janvier 1985 (Décret)                                            |
| Caldarello            | Pianottoli-Caldarello | 23 avril 1921 (Décret)                                              |
| Scanafaghiaccia       | Rezza                 | 23 avril 1921 (Décret)                                              |
| Torgia-Cardo          | Cardo-Torgia          | 21 octobre 1892 (Décret)                                            |
| San-Gavino            | San-Gavino-di-Carbini | 1870                                                                |
| Belvédère             | Belvédère-Campomoro   | 20 avril 1854 (Loi)                                                 |

## Modifications de limites communales
Les modifications des limites communales décidées par arrêtés préfectoraux ne sont pas répertoriées dans le Journal officiel ni dans le Bulletin officiel.
| La commune de ...                 | cède du territoire à la commune de... | Précisions                       | Date (et nature) de la décision |
| --------------------------------- | ------------------------------------- | -------------------------------- | ------------------------------- |
| Olmiccia                          | Granace                               | 11 habitants                     | 18 juin 1973 (Décret)           |
| Cauro Grosseto-Prugna Albitreccia | Albitreccia Cauro Grosseto-Prugna     |                                  | 21 mai 1864 (Loi)               |
| Loreto Sainte-Marie-Figaniella    | Sainte-Marie-Figaniella Loreto        |                                  | 18 mai 1864 (Loi)               |
| Bilia Grossa Tivolaggio           | Grossa Tivolaggio Bilia               |                                  | 7 mai 1864 (Décret)             |
| Grosseto-Prugna                   | Torgia-Cardo                          |                                  | 2 avril 1864 (Décret)           |
| Sorbollano Serra                  | Serra Sorbollano                      |                                  | 2 avril 1864 (Décret) ,         |
| Albitreccia                       | Sollacaro                             | Enclave de Taravo                | 9 mars 1864 (Loi)               |
| Argiusta-Moriccio                 | Sollacaro                             | Enclave de Taravo                | 9 mars 1864 (Loi)               |
| Azilone-Ampaza                    | Sollacaro                             | Enclave de Taravo                | 9 mars 1864 (Loi)               |
| Cognocoli-Monticchi               | Sollacaro                             | Enclave de Taravo                | 9 mars 1864 (Loi)               |
| Forciolo                          | Sollacaro                             | Enclave de Taravo                | 9 mars 1864 (Loi)               |
| Frasseto                          | Sollacaro                             | Enclave de Taravo                | 9 mars 1864 (Loi)               |
| Grosseto-Prugna                   | Sollacaro                             | Enclave de Taravo                | 9 mars 1864 (Loi)               |
| Guarguale                         | Sollacaro                             | Enclave de Taravo                | 9 mars 1864 (Loi)               |
| Moca-Croce                        | Sollacaro                             | Enclave de Taravo                | 9 mars 1864 (Loi)               |
| Olivese                           | Sollacaro                             | Enclave de Taravo                | 9 mars 1864 (Loi)               |
| Petreto                           | Sollacaro                             | Enclave de Taravo                | 9 mars 1864 (Loi)               |
| Pila-Canale                       | Sollacaro                             | Enclave de Taravo                | 9 mars 1864 (Loi)               |
| Quasquara                         | Sollacaro                             | Enclave de Taravo                | 9 mars 1864 (Loi)               |
| Sainte-Marie-Siché                | Sollacaro                             | Enclave de Taravo                | 9 mars 1864 (Loi)               |
| Torgia-Cardo                      | Sollacaro                             | Enclave de Taravo                | 9 mars 1864 (Loi)               |
| Urbalacone                        | Sollacaro                             | Enclave de Taravo                | 9 mars 1864 (Loi)               |
| Zigliara                          | Sollacaro                             | Enclave de Taravo                | 9 mars 1864 (Loi)               |
| Fozzano                           | Viggianello                           |                                  | 14 décembre 1863 (Décret)       |
| Olmeto                            | Viggianello                           |                                  | 14 décembre 1863 (Décret)       |
| Cristinacce                       | Marignana                             | Section de Revinda               | 5 novembre 1862 (Décret)        |
| Renno                             | Cargèse                               |                                  | 8 mai 1861 (Loi)                |
| Fozzano                           | Arbellara                             |                                  | 28 décembre 1856 (Décret)       |
| Casalabriva Olmeto                | Olmeto Casalabriva                    |                                  | 29 avril 1854 (Loi)             |
| Fozzano                           | Belvédère                             | Deux enclaves                    | 20 avril 1854 (Loi)             |
| Sainte-Lucie-de-Tallano           | Altagène                              | Enclaves de Novella et Fondale   | 14 mai 1853 (Loi)               |
| Altagène                          | Sainte-Lucie-de-Tallano               | Enclave de Caldane               | 14 mai 1853 (Loi)               |
| Guagno                            | Poggiolo                              | Enclave de Saint-Antoine         | 13 septembre 1852 (Décret)      |
| Olmeto Sollacaro                  | Sollacaro Olmeto                      |                                  | 3 juillet 1852 (Loi)            |
| Poggio-de-Tallano                 | Olmiccia                              | Enclave de Castello-Forcina      | 17 juin 1852 (Décret)           |
| Olmiccia                          | Poggio-de-Tallano                     |                                  | 17 juin 1852 (Décret)           |
| Sainte-Lucie                      | Poggio-de-Tallano                     | Enclave de Fondole               | 17 juin 1852 (Décret)           |
| Quenza                            | Porto-Vecchio                         | Enclave d'Ospédale               | 16 juin 1852 (Décret)           |
| Tavera                            | Ajaccio                               | Hameaux de Mezzavia et Aqualonga | 22 juillet 1847 (Loi)           |
| Eccica-Suarella                   | Ajaccio                               | Territoire de l'Isolo            | 9 juillet 1845 (Loi)            |